# 3471 Amelin
3471 Amelin (1977 QK2) là một tiểu hành tinh vành đai chính được phát hiện ngày 21 tháng 8 năm 1977 bởi Chernykh, N. ở Nauchnyj.